# Gustavo Daniel Lemos
Gustavo Daniel "Tito" Lemos (Tres Arroyos, provincia de Buenos Aires; 24 de marzo de 1996), también conocido como El Eléctrico, es un boxeador argentino. 
Logró obtener títulos en las categorías ligero (campeón mundial juvenil de la Federación Internacional de Boxeo) y superligero. Sus victorias más significativas fueron ante Rubén López, Damián Yapur, Jorge "Maromerito" Páez Jr (lo dejó fuera de combate en la categoría wélter), Jonathan Eniz y Lee Selby.

## Biografía
Se crio en el barrio Ruta 3 Sur de la ciudad de Tres Arroyos, a los 12 años comenzó a trabajar como peón de albañil. Estudió hasta sexto grado pero tuvo que dejar la escuela para ir a trabajar, tiene nueve hermanos y tenía que colaborar en su hogar. Dormían todos juntos, en una pieza, cada uno con su colchón, pero en verano era complicado, sin ventilador con una ventana pequeña, nada más.
Mientras trabajaba en la construcción, Lemos empezó su carrera en el boxeo, acompañado por su padre y preparador, Pedro Alem. Tras 35 disputas amateurs (de ellas 34 ganadas), pasó al profesionalismo en 2016, con 20 años. Por otro lado, además de ser ayudante de albañil, estuvo en Obras Sanitarias, en la Municipalidad de Tres Arroyos.
En el 2018 ganó el Círculo de Bronce en la 47.ª edición de la Fiesta del Deporte, en su ciudad de origen, es un reconocimiento que se entrega al deportista más importante del año.
El 26 de marzo de 2022, en el Luna Park de Buenos Aires, por la eliminatoria final por el título mundial ligero de la Federación Internacional de Boxeo (FIB), venció por KO técnico al ex campeón mundial galés, Lee Selby, en el quinto asalto. Tras esta victoria, Lemos pasó a ser el retador obligatorio al título mundial ligero FIB, que está en manos del australiano George Kambosos Jr..
En su récord profesional cuenta con 31 peleas, compuesto de 29 victorias (19 por nocaut) y dos derrotas (1 por nocaut).

## Récord profesional
| Récord profesional | Récord profesional | Récord profesional |
| 31 peleas          | 29 victorias       | 2 derrotas         |
| Nocaut             | 19                 | 1                  |
| Decisión           | 10                 | 1                  |
| ------------------ | ------------------ | ------------------ |

| Resultado | Récord | Rival                     | Método             | Asalto | Fecha                   | Localización                                                                             | Título                                                                 |
| Derrota   | 29-2   | Keyshawn Davis            | KO                 | 2 (10) | 8 de noviembre de 2024  | Norfolk Scope Arena, Norfolk (Virginia)                                                  | IBF Intercontinental Ligero WBC USA Ligero WBO Intercontinental Ligero |
| Derrota   | 29-1   | Richardson Hitchins       | Decisión (unánime) | 12     | 6 de abril de 2024      | Fontainebleau Las Vegas, Las Vegas                                                       |                                                                        |
| Victoria  | 29-0   | Javier José Clavero       | TKO                | 1 (10) | 15 de diciembre de 2023 | Luna Park, Buenos Aires                                                                  |                                                                        |
| Victoria  | 28-0   | Lee Selby                 | TKO                | 5 (12) | 26 de marzo de 2022     | Luna Park, Buenos Aires                                                                  |                                                                        |
| Victoria  | 27-0   | Maximiliano Ricardo Veron | TKO                | 8 (10) | 17 de abril de 2021     | Polideportivo José Arijón, Desvío Arijón, provincia de Santa Fe                          | IBF latino superligero                                                 |
| Victoria  | 26-0   | Demian Daniel Fernández   | TKO                | 1 (10) | 20 de febrero de 2021   | Club Talleres, Arroyo Seco, provincia de Santa Fe                                        | IBF latino superligero                                                 |
| Victoria  | 25-0   | Jakmani Hurtado           | TKO                | 2 (10) | 18 de diciembre de 2020 | Asociación Bomberos Voluntarios de Zavalla, Zavalla, provincia de Santa Fe               | IBF latino superligero                                                 |
| Victoria  | 24-0   | Yeison González           | TKO                | 2 (10) | 23 de noviembre de 2019 | Polideportivo Municipal, Pinamar, provincia de Buenos Aires                              | IBF ligero juvenil                                                     |
| Victoria  | 23-0   | Jonathan José Eniz        | TKO                | 3 (10) | 23 de agosto de 2019    | Estadio F.A.B, Buenos Aires                                                              | IBF ligero juvenil                                                     |
| Victoria  | 22-0   | Pedro Verdu               | TKO                | 5 (10) | 18 de mayo de 2019      | Club Huracán, Tres Arroyos, provincia de Buenos Aires                                    | IBF latino ligero                                                      |
| Victoria  | 21-0   | Jorge Páez Jr             | KO                 | 2 (10) | 30 de marzo de 2019     | Club Huracán, Tres Arroyos, provincia de Buenos Aires                                    |                                                                        |
| Victoria  | 20-0   | Galvis Guerra             | KO                 | 4 (10) | 12 de enero de 2019     | Estadio Municipal, Pérez, provincia de Santa Fe                                          | IBF latino ligero                                                      |
| Victoria  | 19-0   | Uriel Pérez               | Decisión (unánime) | 10     | 13 de octubre de 2018   | Estadio José María Gatica, Villa Domínico, provincia de Buenos Aires                     |                                                                        |
| Victoria  | 18-0   | Néstor Armas              | TKO                | 4 (10) | 24 de agosto de 2018    | Club Huracán, Tres Arroyos, provincia de Buenos Aires                                    |                                                                        |
| Victoria  | 17-0   | Miguel Germán Acosta      | TKO                | 3 (10) | 21 de julio de 2018     | Estadio F.A.B., Buenos Aires                                                             | IBF latino ligero                                                      |
| Victoria  | 16-0   | Carlos Andrés Chaparro    | TKO                | 7 (8)  | 7 de julio de 2018      | Club Quilmes, Tres Arroyos, provincia de Buenos Aires                                    |                                                                        |
| Victoria  | 15-0   | Damian Leonardo Yapur     | KO                 | 5 (10) | 24 de marzo de 2018     | Club Huracán, Tres Arroyos, provincia de Buenos Aires                                    | IBF latino superligero                                                 |
| Victoria  | 14-0   | Rubén Darío López         | KO                 | 4 (10) | 26 de enero de 2018     | Club Talleres, Arroyo Seco, provincia de Santa Fe                                        | IBF latino superligero                                                 |
| Victoria  | 13-0   | Gustavo Armando Pereyra   | Decisión (unánime) | 8      | 22 de diciembre de 2017 | Federación Jujeña de Básquetbol, San Salvador de Jujuy                                   |                                                                        |
| Victoria  | 12-0   | Jonathan Ariel Sosa       | Decisión (unánime) | 8      | 17 de noviembre de 2017 | Estadio José María Gatica, Villa Domínico, provincia de Buenos Aires                     |                                                                        |
| Victoria  | 11-0   | Nelson Fabián Pilotti     | TKO                | 5 (8)  | 6 de octubre de 2017    | Club Huracán, Tres Arroyos, provincia de Buenos Aires                                    |                                                                        |
| Victoria  | 10-0   | Fernando Daniel Cancino   | Decisión (unánime) | 6      | 14 de julio de 2017     | Club de Pelota Tres Arroyos, Tres Arroyos, provincia de Buenos Aires                     |                                                                        |
| Victoria  | 9-0    | Emiliano Leonel Araujo    | Decisión (unánime) | 6      | 16 de junio de 2017     | Ce.De.M. N° 2, Caseros, provincia de Buenos Aires                                        |                                                                        |
| Victoria  | 8-0    | Carlos Andrés Chaparro    | Decisión (unánime) | 6      | 18 de marzo de 2017     | Gimnasio Futbol Club, Vera, provincia de Santa Fe                                        |                                                                        |
| Victoria  | 7-0    | Walter Fernando Coman     | TKO                | 3 (6)  | 18 de febrero de 2017   | Club Social y Deportivo Mar de Ajó, Mar de Ajo, provincia de Buenos Aires                |                                                                        |
| Victoria  | 6-0    | Luis Miguel Ojeda         | Decisión (unánime) | 4      | 16 de diciembre de 2016 | Parque Industrial de Desarrollo Productivo, Cuartel V, Moreno, provincia de Buenos Aires |                                                                        |
| Victoria  | 5-0    | Gustavo Adrián Ojeda      | TKO                | 4 (4)  | 4 de noviembre de 2016  | Estadio F.A.B., Buenos Aires                                                             |                                                                        |
| Victoria  | 4-0    | César Alejandro Pérez     | Decisión (unánime) | 4      | 8 de octubre de 2016    | Asociación Atlética Jorge Newbery, Rufino, provincia de Santa Fe                         |                                                                        |
| Victoria  | 3-0    | Jairo Alejandro Tosoratto | Decisión (unánime) | 4      | 9 de septiembre de 2016 | Ce.De.M. N° 2, Caseros, provincia de Buenos Aires                                        |                                                                        |
| Victoria  | 2-0    | Elías Moisés Trossero     | TKO                | 2 (4)  | 15 de julio de 2016     | Club Comunicaciones, Pergamino, provincia de Buenos Aires                                |                                                                        |
| Victoria  | 1-0    | Lucio Alberto Ayala       | Decisión (unánime) | 4      | 7 de mayo de 2016       | Estadio F.A.B., Buenos Aires                                                             | Debut como profesional                                                 |